# Uirō
El uirō (外郎 ういろう?) es un confite japonés (wagashi) cocido al vapor. También conocido como uirō-mochi (外 郎 餠).
Es popular en las ciudades de Nagoya, Kioto, Odawara, Yamaguchi, Ise, Nakatsu y Kobe y en las prefecturas de Gifu, Tokushima y Miyazaki. Se puede adquirir en confiterías japonesas tradicionales en todo Japón.

## Preparación
Está hecho de arroz, harina de trigo y azúcar.Se le agregan diversos sabores tales como azuki (pasta endulzada de frijoles), matcha (té verde), yuzu, fresa y castaña, o solamente el sabor azúcar y su color es blanco o negro de azúcar morena.
Este dulce es de consistencia correosa, similar al mochi y ligeramente dulce.